# Струмінський Борис Володимирович
Борис Володимирович Струмінський (14 серпня 1939, Малаховка, Московська область, РРФСР — 18 січня 2003, Київ, Україна) — радянський та український фізик, що працював в області теоретичної фізики елементарних частинок.

## Біографія
Борис Струмінський народився в селищі Малаховка Ухтомського (нині Люберецького) району Московської області 14 серпня 1939. Його батько — академік Володимир Васильович Струмінський.
Після закінчення школи Борис Струмінський вступив на фізичний факультет Московського державного університету імені М. В. Ломоносова, який закінчив в 1962 році.
Після цього, з 1962 по 1965 рік, Струмінський був аспірантом Математичного інституту імені В. А. Стеклова АН СРСР, а з 1965 року — молодшим науковим співробітником того ж інституту. У 1965 році він захистив кандидатську дисертацію на тему «Вищі симетрії і складові моделі елементарних частинок».
З 1966 року Струмінський почав свою роботу в Об'єднаному інституті ядерних досліджень в Дубні — спочатку науковим співробітником, а потім, з 1967 року, старшим науковим співробітником лабораторії теоретичної фізики.
У 1971 році Борис Струмінський був переведений в Інститут теоретичної фізики АН УРСР (нині Інститут теоретичної фізики імені М. М. Боголюбова НАН України), де і працював до кінця свого життя  — спочатку старшим, а потім провідним науковим співробітником. У 1973 році Струмінський захистив докторську дисертацію на тему «Правила сум для скінченної енергії і дуальна резонансна модель».

## Наукові результати
Основні наукові результати Бориса Струмінського пов'язані з кварковою структурою адронів — елементарних частинок, схильних до сильної взаємодії. У його двох роботах 1965 року (в першій він єдиний автор, друга була написана у співавторстві з М. М. Боголюбовим і А. Н. Тавхелідзе) для кварків пропонувалося ввести нове квантове число, яке згодом отримало назву «колір». Ця ідея пізніше лягла в основу квантової хромодинаміки — теорії, що описує сильну взаємодію елементарних частинок.
Багато публікацій Бориса Струмінського присвячені різним проблемам, пов'язаним з дослідженням структури та взаємодії адронів і ядер. По цій тематиці їм було опубліковано близько 100 наукових робіт.

## Визнання відкриття: Соціологічний аспект
У 1988 році групу вчених (А.М. Балдін, П.М. Боголюбов, В.А. Матвєєв, О.М. Тавхелідзе, Р.М. Мурадян) удостоїли Ленінської премії "за цикл робіт за темою "Нове квантове число — колірний заряд і встановлення динамічних закономірностей у кварковій структурі елементарних частинок і атомних ядер" (1965—1977)". (Див.: Lenin Prize Laureates for 1988)
B. В. Струмінський, який відкрив нове квантове число — колірний заряд, не був удостоєний Ленінської премії "за цикл робіт за темою "Нове квантове число — колірний заряд..." (1965—1977)".
Ця ситуація настільки разюча, що потребує докладнішого опису в термінах соціології науки.

## Деякі публікації
- Б. В. Струминский. Магнитные моменты барионов в модели кварков. Препринт ОИЯИ P-1939, Дубна, 1965
- N.N. Bogolyubov, B.V. Struminsky, A.N. Tavkhelidze. On the composite models in theories of elementary particles. Preprint JINR D-1968, Dubna, 1965
- Б. В. Струминский, А. Н. Тавхелидзе. Кварки и составные модели элементарных частиц. В книге: Физика высоких энергий и теория элементарных частиц. с.625—634. Наукова Думка, Киев, 1967
- V.A. Matveev, B.V. Struminsky, A.N. Tavkhelidze. Dispersion sum rules and SU(3) symmetry. Physics Letters, 22, No.2, 146 (1966)
- А. Н. Валл, Л. Л. Енковский, Б. В. Струминский. Взаимодействие адронов при высоких энергиях [Архівовано 2 грудня 2013 у Wayback Machine.], Физика элементарных частиц и атомного ядра (ЭЧАЯ), т.19, с.180—223, 1988